# Thomas Rissler
Thomas Rissler (* 1962 in Stuttgart) ist ein zeitgenössischer deutscher Bildhauer und Holzschneider.

## Biographie

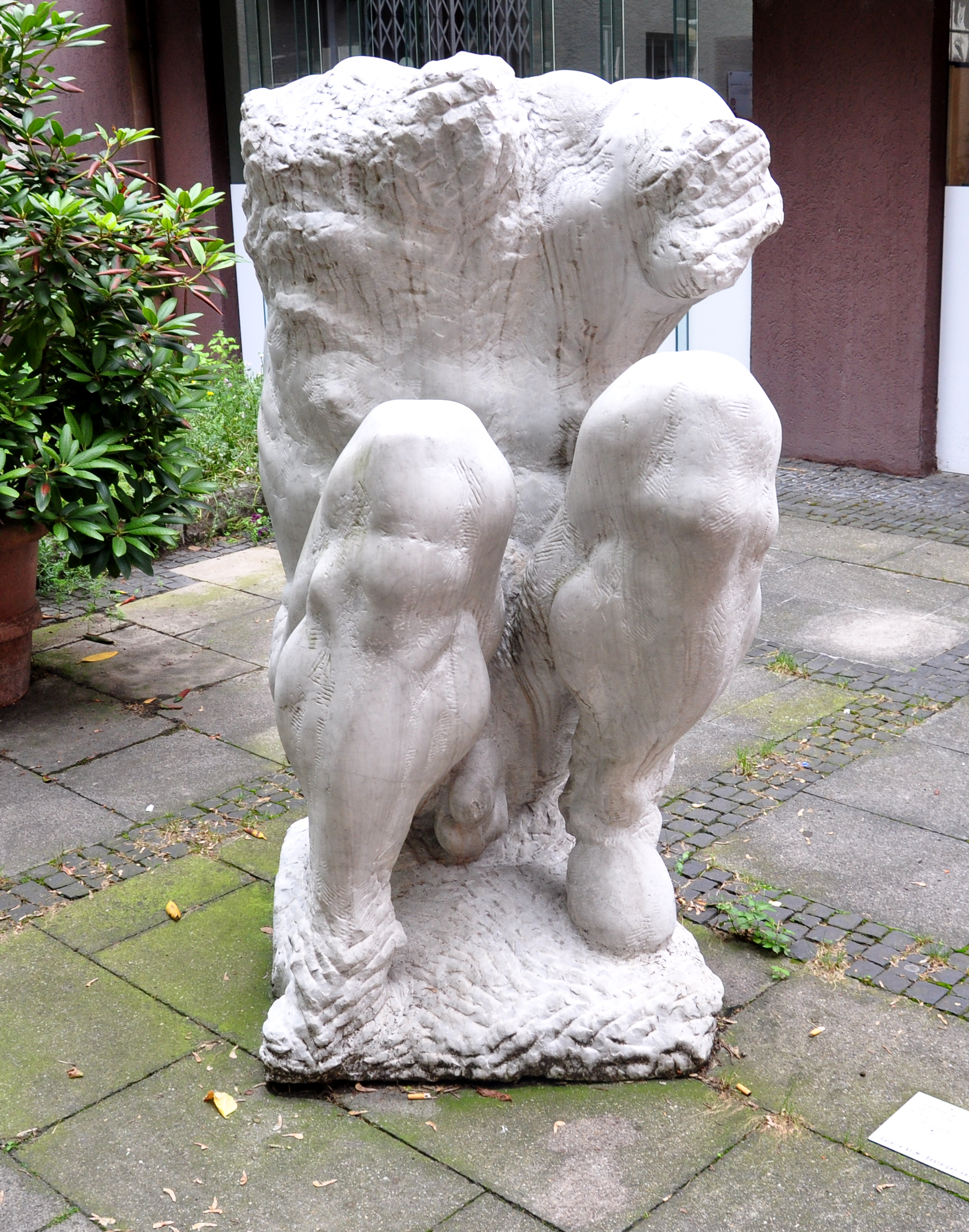
Torso Satyr. 1993. Marmor. 150 × 80 × 80 cm

Nach seinem Abitur 1981 in Ulm absolvierte Thomas Rissler von 1983 bis 1986 eine Lehre zum Steinbildhauer. Von 1988 bis 1996 studierte er an der Hochschule für Künste in Bremen und war Meisterschüler des Bildhauers Bernd Altenstein.
Gefördert wurde seine Arbeit 2006 durch ein Arbeitsstipendium des deutschen Galeristen Hans-Jürgen Müller für dessen Zukunftsprojekt Mariposa auf Teneriffa. 2007 wurde ihm ein dreijähriges Atelierstipendium durch den Landkreis Esslingen zuerkannt.
Seit 2005 ist er Mitglied der XYLON (Internationale Vereinigung der Holzschneider).
Rissler lebt und arbeitet seit 2015 in Tengen, Landkreis Konstanz.

## Werk

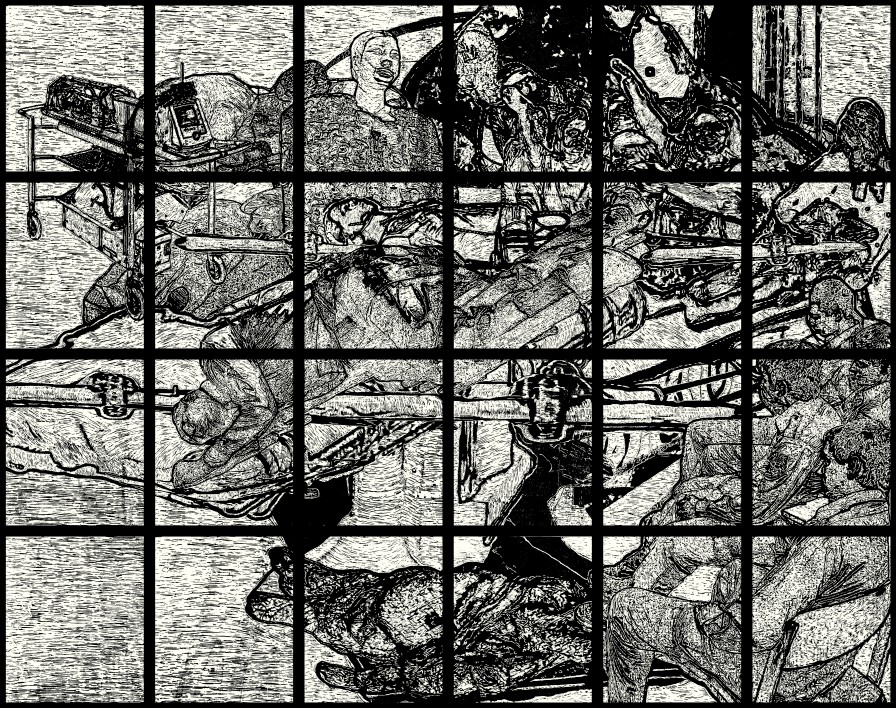
Der Schlaf, 2009, Holzschnitt, 240 × 300 cm

Das Ganze ist in den jüngeren vorwiegend großformatigen Holzschnitten im sehr konkreten Sinn mehr als die Summe seiner Teile. Das Ganze ist das Bild, produziert aus Rasterelementen. Aber kann man dies so überhaupt sagen? Das Ganze war ja zuvor bereits ein Bild, geschichtet, gestaucht, durchdrungen, verschlungen - ein Bild aus vielen Bildern, ein Bild aus vielen Zeiten, ein Bild aus Bildern, die auf Bilder verweisen, und damit wieder auf andere und deren Zeiten.
Thomas Rissler schafft seine Ganzheit, seine Bilder, seine Szenerien auf dem Bildschirm eines Computers um diese im nächsten Schritt einer künstlerischen Äußerungsform zu unterziehen, die so hintersinnig wie konsequent auf die Dualität von Segen und Fluch der massenhaft herstellbaren Bildinformation verweist: den Holzschnitt. Hier eröffnet er im Hinterfragen medialer und bildvermittelnder Strukturen unterschiedlichste Realitätsebenen, analytisch, vermittelnd, distanziert und inspiriert.
Das Eindringen in den multimedialen Bilderberg, die Befragung gefundenen und verdichteten bildnerischen Materials etabliert eine Bildsetzung, vordergründig apokalyptisch, sich zugleich aber als zeitlos gültige Beschwörung des Lebens erweisend - und formal im besten Sinn einer sich verdichtenden Bildidee, konzeptuell.
Nikolai B. Forstbauer, Stuttgart, 2010, Auszüge aus dem Katalog Thomas Rissler Links